# Annandale (Minnesota)
Pour les articles homonymes, voir Annandale.
La ville d’Annandale est située dans le comté de Wright, dans l’État du Minnesota, aux États-Unis. Sa population s’élevait à 3 228 habitants lors du recensement de 2010, estimée à 3 315 habitants en 2016.

## Histoire
Annandale a été établie en 1886 et nommée d’après Annan, en Écosse. Annandale dispose d’un bureau de poste depuis 1887. Elle a été incorporée en tant que city en 1888.